# درجة حرية (ميكانيكا)
درجات الحرية أو درجة الطَّلاقة في الفيزياء والميكانيكا التقليدية (بالإنجليزية: Degree of freedom) وتُختصَر إلى DOF، هي عدد انتقالات جزء أو جسم، أو عدد إمكانيات دورانه حول محور. وهي تصف بدقة كاملة إمكانيات حركة جسم أو اتجاه حركته.
تعتني تلك الرؤية بالأنظمة الفيزيائية وحركة الأجسام، وتطبق في الهندسة الميكانيكية وفي هندسة الطيران والفضاء وفي الروبوتات والفيزياء وغيرها.
يمكن لجسم مصمت أن يتحرك في ثلاثة اتجاهات، وهي اتجاهات المحاور: الأفقي، والرأسي، والعمودي عليهما، ونسميهم أحيانا: محاور س، ص، ع. هذا بالنسبة لحركة الجسم الانتقالية.
وفي أحوال كثيرة يمكن للجسم أن يتحرك في 6 أنواع من الحركة نسميها ستة درجات حرية، حيث تأتي إلى جانب الثلاثة حركات الممكنة للانتقال، ثلاثة حركات أخرى متعلقة بدورانه. والحركة الانتقالية هي إمكانية الجسم للحركة بدون دوران، بينما الدوران هو حركة الجسم حول محور معين، مثل دوران الأرض حول محورها.
يمكن تغيير أي من تلك الحريات الستة بدون تغيير أي من الخمسة الآخرين. أي أن أي درجة حرية الجسم لا تعتمد نظريا على الأبعاد الأخرى.

## الحركة في الطيران

ديناميكا الطيران.

تستطيع الطائرة القيام ب 6 درجات حرية لحركتها:
1. حركة الارتفاع والهبوط (heaving).
2. الطيران إلى الشمال وإلى الجنوب (swaying).
3. الطيران إلى الشرق وإلى الغرب (surging).
4. الدوران حول المحور الموصل بين الجناحين (pitching)
5. الدوران حول المحور الرأسي (yawing).
6. الدوران حول محور الطائرة من الأمام إلى الخلف (rolling).

## الإنسان الآلي

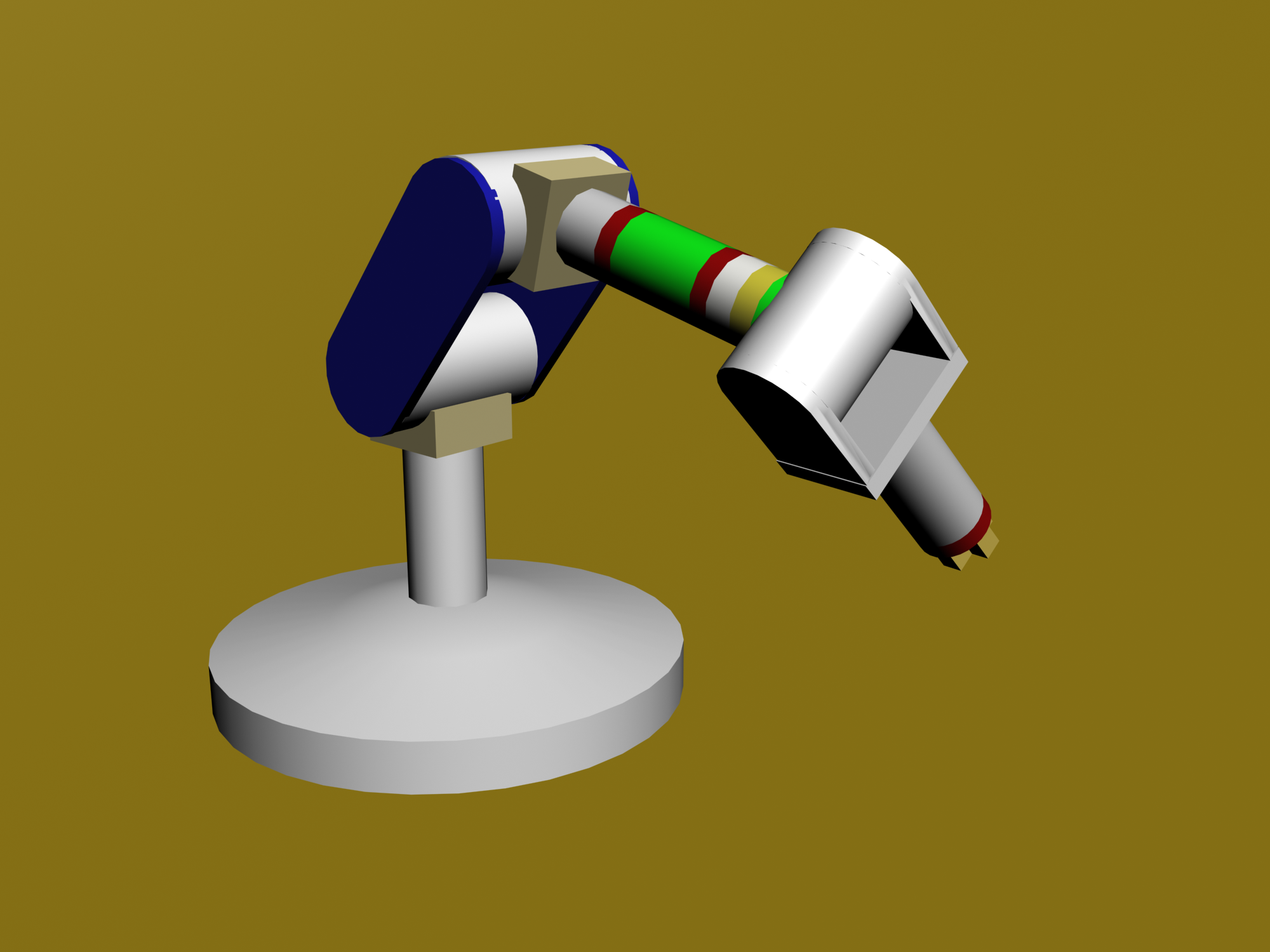
An روبوت مفصلي with 7 DOF in a kinematic chain (including surge at the end of the arm).

إذا كان النظام مكوناً من عدة أجسام، يكون له عدد درجات حرية تساوي مجموع درجات الحرية التي تمتلكها الأجسام ناقص عدد القيود بينها.
فالربط بين عدد من الأجزاء بمفاصل قد يعطي النظام عدد أكبر من درجات الحرية من جسم واحد مصمت. ويُستخدم التعبير «درجات حرية» في هذه الحالة لوصف عدد الإحداثيات المطلوبة لوصف حركة المفصل.